# Emydura macquarii
Emydura macquarrii là một loài rùa trong họ Chelidae. Loài này được Gray mô tả khoa học đầu tiên năm 1830.

## Hình ảnh

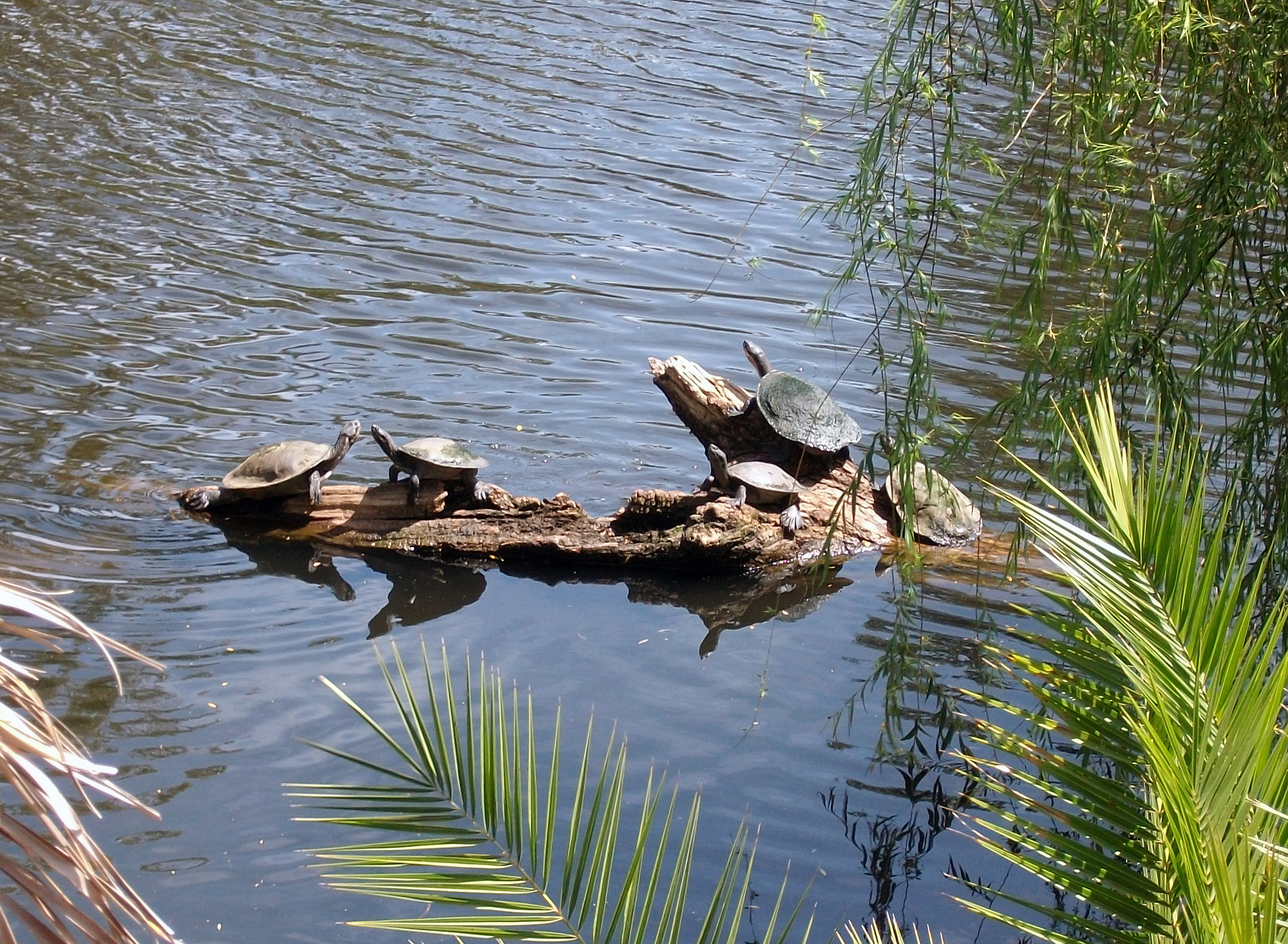
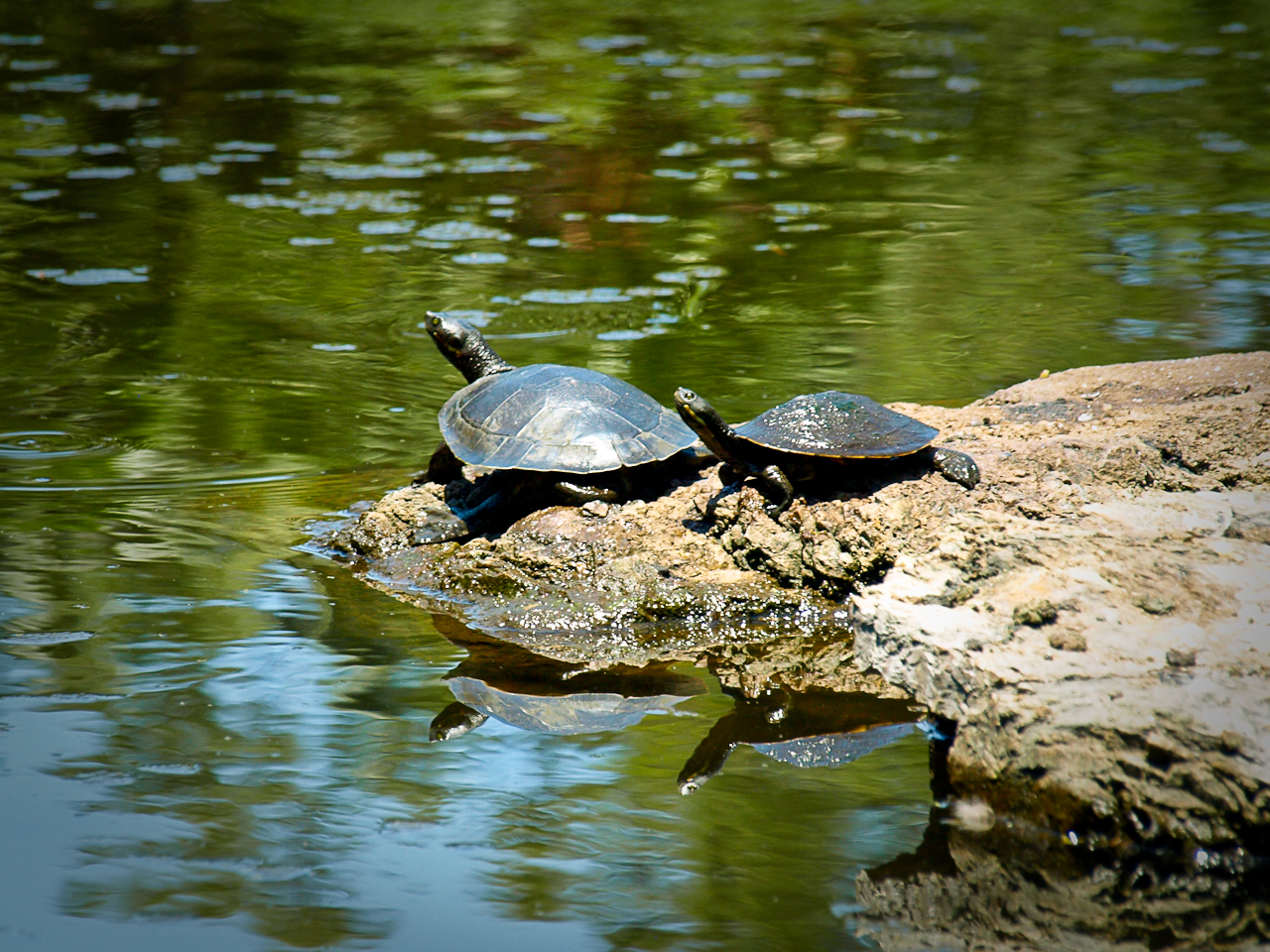
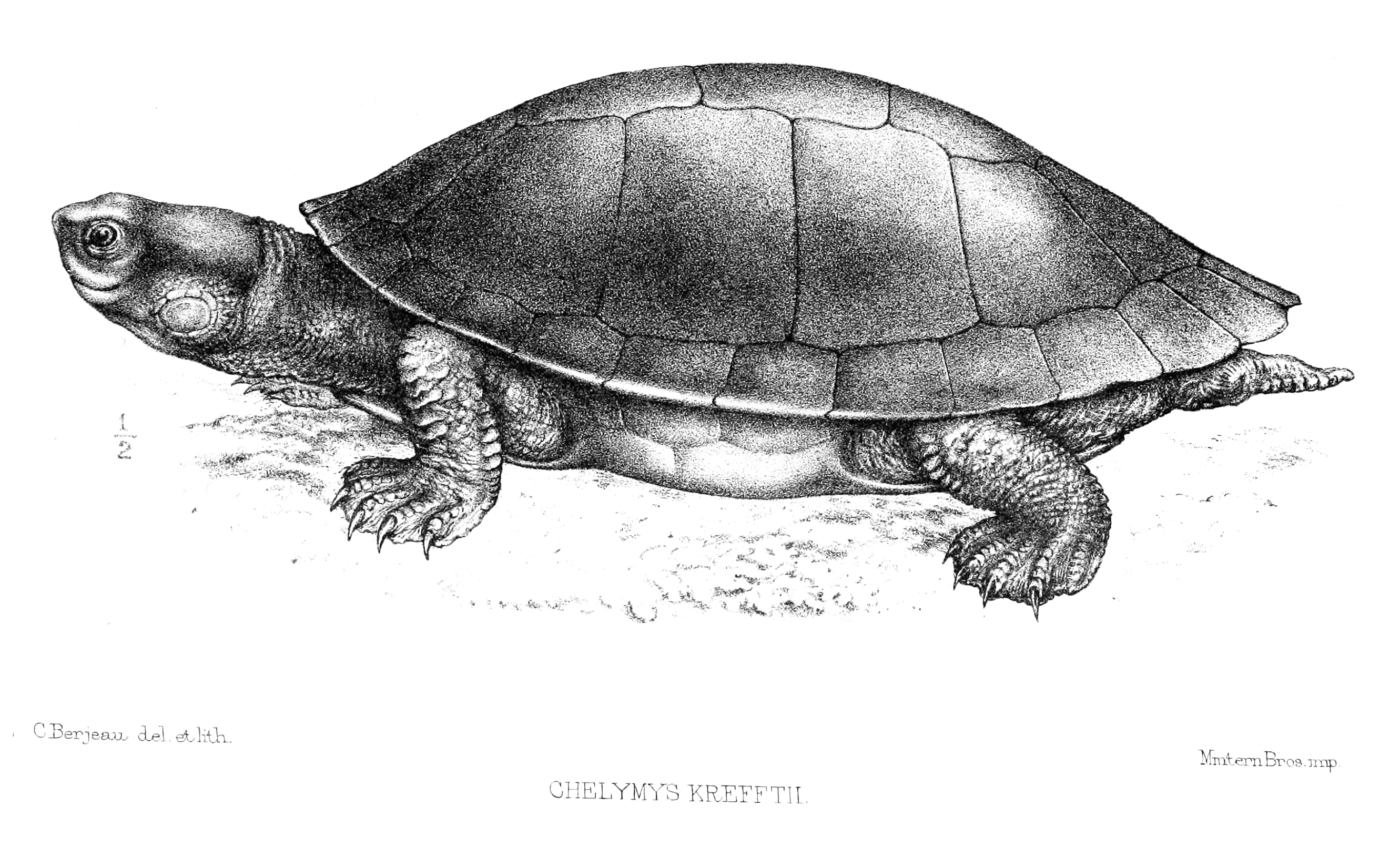
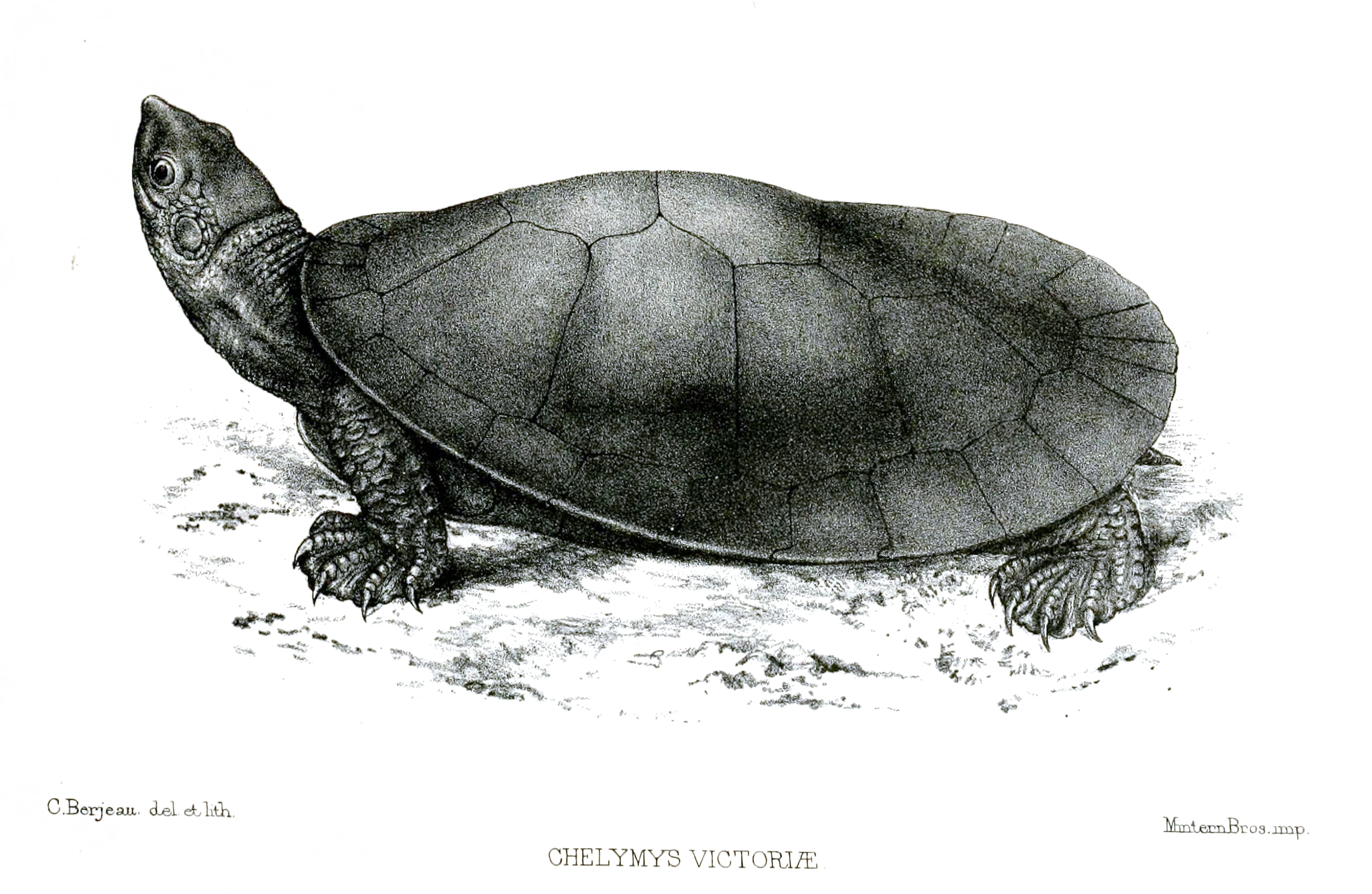